# Dugudus
Dugudus est un street-artiste, illustrateur et affichiste parisien.

## Biographie
Dugudus se passionne pour la représentation de l’image sociale et politique française et poursuit cette tradition en offrant une nouvelle identité à l’image engagée. Il réalise à partir de 2009, ses premières affiches politiques en collaboration avec François Miehe, fondateur du collectif Grapus issu des Ateliers Populaires de Mai 68.
Lors de ses études à l’école Estienne puis à l’école de l’image Gobelins, Dugudus commence à militer au sein du Mouvement des Jeunes Communistes et devient chargé de communication de la fédération de Paris.
Il poursuit son parcours à Cuba en 2010 au sein de l’ISDi (Instituto Superior de Diseño) à la Havane. Il a 22 ans quand il entreprend ce que personne n’avait jamais entrepris avant lui, raconter l’histoire de l’affiche cubaine. Ses recherches durent quatre années et deviennent un livre, Cuba Grafica (éd. L’Echappée), dont la sortie sera saluée par la presse et les médias français. Il travaille aux côtés des plus grands graphistes cubains et apprend à imprimer ses propres images en sérigraphie. Son lien avec Cuba est fortement ancré en lui et marque ses influences.  
Au cours d’un séjour en Argentine, il rencontre Diego Posadas, graphiste militant du Taller Popular de Serigrafia. De 2001 à 2007, le TPS sérigraphiait directement dans la rue ses affiches de révolte contre la politique du gouvernement. Dugudus transporte le projet à Paris et monte son premier atelier de sérigraphie de rue sur le parcours du cortège du 1er mai 2012. Comme à Buenos Aires les images sont imprimées dehors et distribuées directement aux manifestants. Cette expérience rencontre un franc succès et se renouvelle à plusieurs reprises (manifestations pour le Mariage pour tous, Nuit Debout, Marche pour la 6e République, Fête à Macron...). Les ateliers diffusent gratuitement les affiches aux passants qui selon les cas s’accompagnent d’affiches et d’auto-collants offset imprimés à plusieurs milliers d’exemplaires financés grâce aux dons des manifestants.
Sur ses affiches qu’il placarde sur les murs de Paris, Dugudus interpelle les passants avec humour et provocation tout en désacralisant la politique. Ses images ont pour mission de nous bousculer et de nous faire réagir sur les enjeux de notre société.
Sa production se lie à son engagement politique. Il travaille pour différentes institutions culturelles et sociales, mairies ou associations, et illustre des articles dans la presse.

## Expositions personnelles
- "Nous la Commune", Grilles de l'Hôtel de ville de Paris, Gare de Paris-Est, Parc des Buttes-Chaumont, Place de la Bastille, Fête de l'Humanité, 2021 - Paris
- "Affiches en lutte", Point Éphémère, 2018 - Paris[4]
- "Mai 68 - mai 2018" au salon "Jeune Création", 2018 - Cour d’honneur de l’école nationale des Beaux-Arts de Paris
- "Ich Bin Dugudus", Serigraffeur Gallery, 2016 - Berlin – Allemagne
- "Dugudus expose", Slow Galerie, 2014 - Paris[5]

## Musées
Les affiches de Dugudus ont intégré les fonds de différents musées et institutions patrimoniales : 
- MUCEM[6] (Musée national des Civilisations de l'Europe et de la Méditerranée) à Marseille
- Musée national de l’histoire de l’immigration, Palais de la Porte Dorée à Paris
- Bibliothèque Nationale de France (Bibliothèque François Mitterrand) à Paris
- La Contemporaine (anciennement BDIC) à Nanterre: inventaire du fonds d'affiches consultables
- Musée de l'Homme à Paris
- Musée Carnavalet à Paris
- Musée de l’histoire vivante à Montreuil

## Livres
- Dugudus, Cuba Gráfica (œuvre littéraire), L'Échappée.
- Hugo Rousselle, Dugudus, Alain Gesdon, Nous, la Commune (œuvre littéraire), Locus Solus, 10 août 2021.